# Jan Gerhardus Ottema
Jan Gerhardus Ottema (Doetinchem, 1 december 1804 - Leeuwarden, 19 maart 1879) was een Nederlandse classicus. Hij was leraar in de klassieke talen en conrector aan het Stedelijk Gymnasium in Leeuwarden.
Ottema had een romantische belangstelling voor het Friese verleden. Hij was ijverig lid van het Fries Genootschap. Hij schreef onder andere over Simon Stijl en gaf kronieken uit.
Ottema is vooral bekend vanwege zijn pleidooi voor de echtheid van het Oera Linda-boek. In 1872 gaf hij een transcriptie van het Oera Linda-boek uit met een inleiding en vertaling in het Nederlands; in 1876 verscheen een verbeterde druk.
Direct na verschijnen van Ottema’s editie van het Oera Linda-boek verschenen er diverse publicaties waarin de echtheid van het werk werd bestreden. De controverse deed uiteraard geen goed aan Ottema’s reputatie als kenner van het Friese erfgoed, en Ottema stierf niet lang na de affaire aan longontsteking.